# Chador
De chador of tsjador (Perzisch: چادر , Châdor) is een Perzisch gewaad dat het gehele lichaam behalve het gezicht bedekt. Hij wordt met name gedragen door islamitische vrouwen en maakt vrouwelijke vormen onzichtbaar. Het voornaamste verschil met een boerka is dat de chador de mond vrijlaat en de ogen niet met gaas bedekt.

## Geschiedenis
Gesluierde vrouwen zijn afgebeeld op Mesopotamische oudheden. De oudst bewaarde vermelding van de chador is te vinden in een 6e-eeuws Zoroastrisch manuscript in Pahlavischrift. Onder het islamitisch bewind was de chador een manier voor moslimvrouwen om te voldoen aan de religieuze kledingvoorschriften, vooral tijdens het gebed. Waarschijnlijk is het pas onder de Kadjaren dat het gebruikelijk werd zich in chador in de publieke ruimte te begeven.
Onder het seculariserende beleid van sjah Reza Pahlavi werd het dragen van de chador en andere sluiers in 1936 verboden. Modern ingestelde Iraniërs verwelkomden deze maatregel, bekend als Kashf-e hijab, maar conservatieve vrouwen durfden soms niet meer over straat. Als ze het verbod overtraden, riskeerden ze gedwongen te worden hun chador af te leggen door de politie, die in het bijzonder rond badhuizen patrouilleerde. Ambtenaren konden worden ontslagen als hun vrouw in chador verscheen. Na het aftreden van Reza Pahlavi werd het wettelijk verbod in 1943 opgeheven. Chadordracht bleef een obstakel om sociale promotie te maken, maar tegelijk waren er vrouwen die vanaf de jaren 60 ostentatief het kledingstuk gingen dragen als teken van verzet tegen het regime en tegen de "verwestersing" van Iran. Bij de Islamitische Revolutie van 1979 kondigde ayatollah Khomeini aan dat vrouwen de religieuze klederdracht (hidjab) dienden te volgen. Na protest werd verduidelijkt dat het om een aanbeveling ging, maar in 1980 werd de hidjab verplicht in overheidsdienst en in 1983 werd het een algemeen voorschrift voor alle vrouwen in het land. De invulling ervan werd met harde hand afgedwongen door de zedenpolitie en door burgerwachten. Naast andere traditionele klederdrachten zijn chadors een van de manieren om te voldoen aan de verplichting om geen haar of lichaamscontouren zichtbaar te laten.

## Afbeeldingen

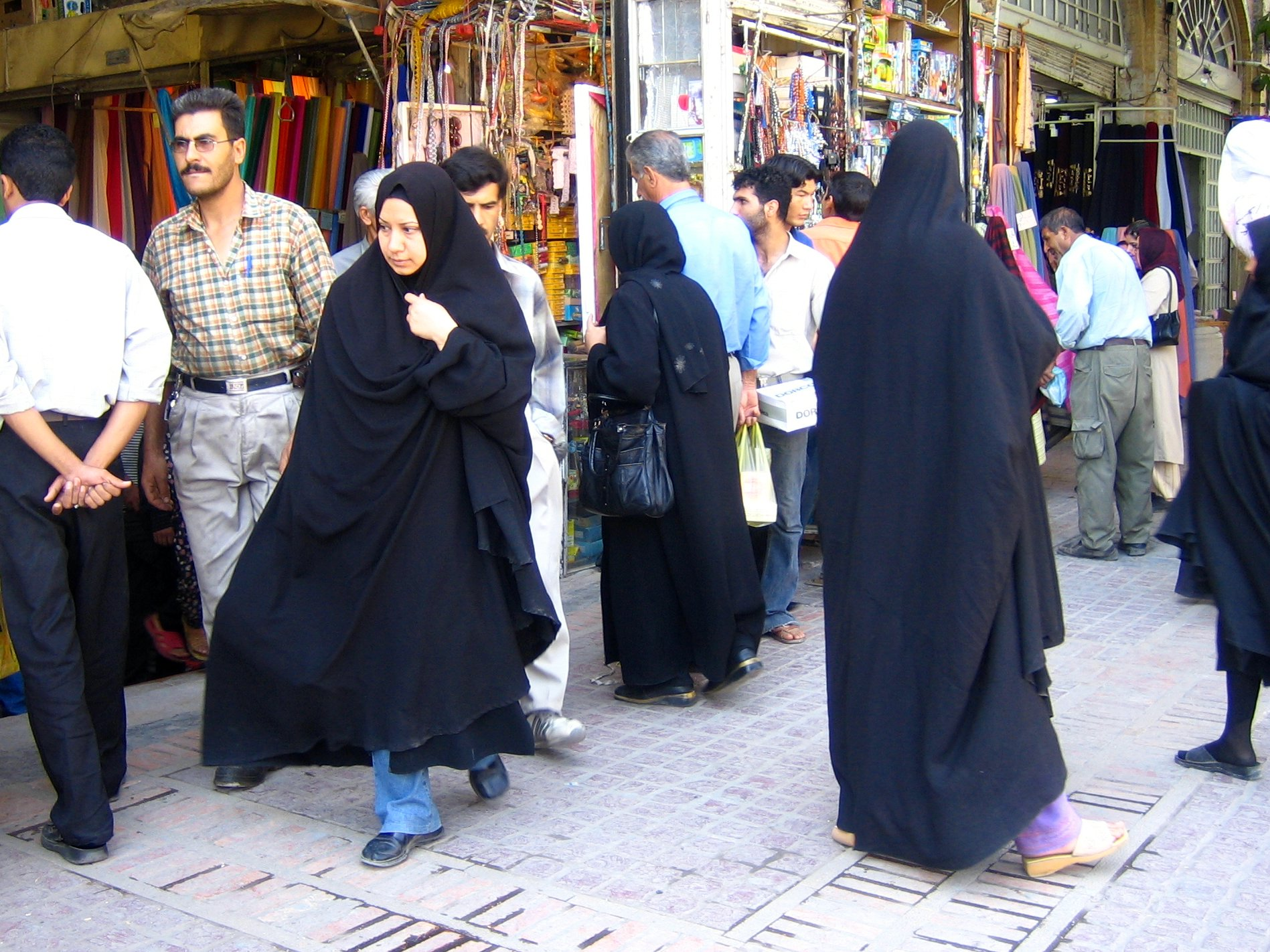
Vrouwen in Shiraz die een chador dragen
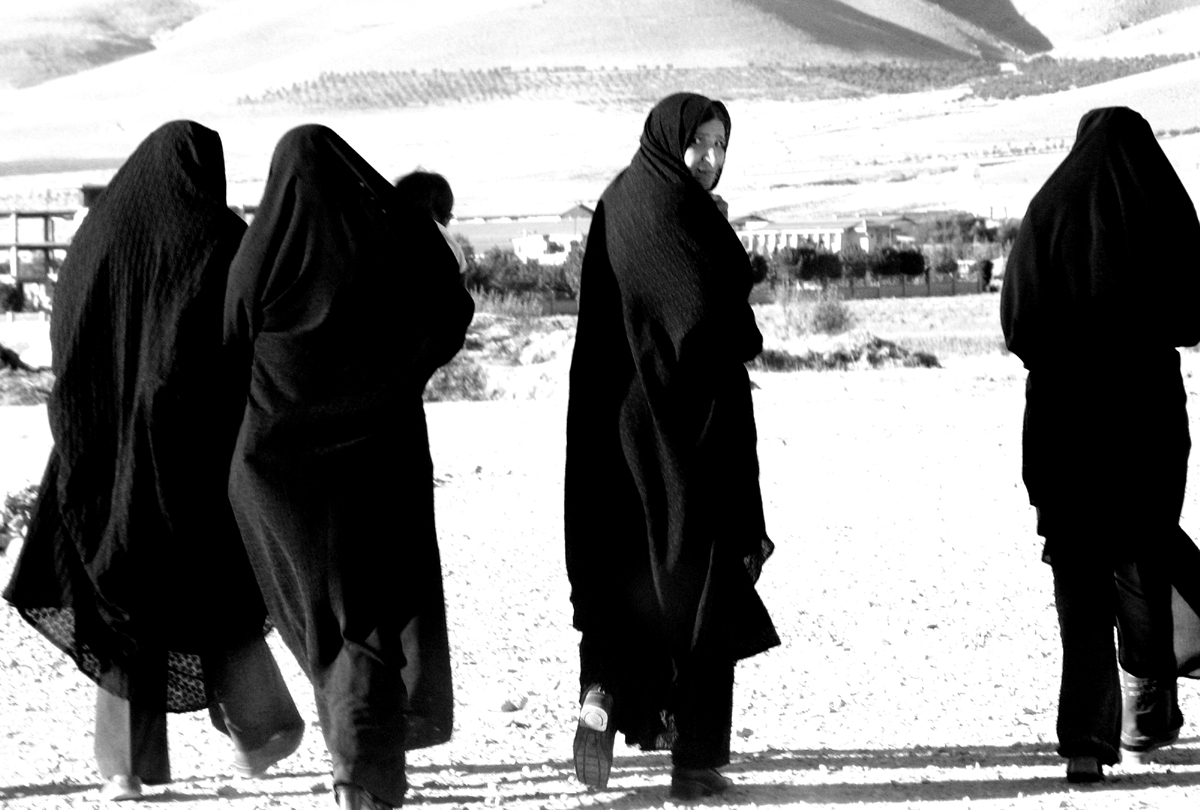
Vrouwen die een chador dragen
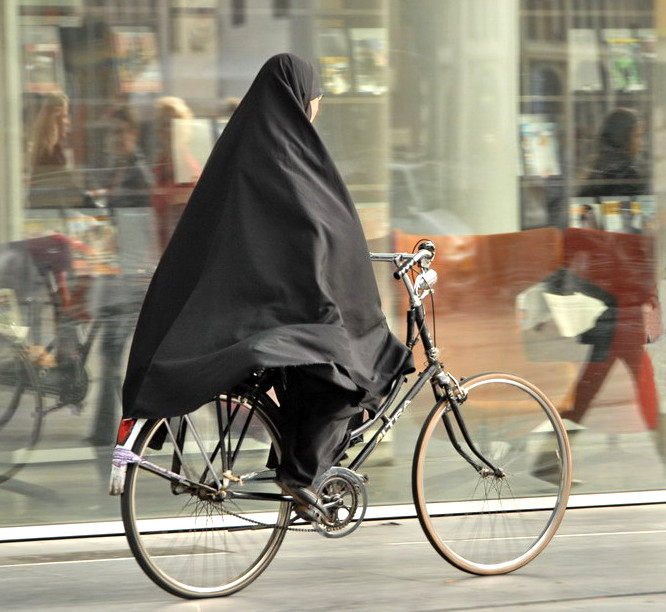
Een vrouw op de fiets in Den Haag die een chador draagt
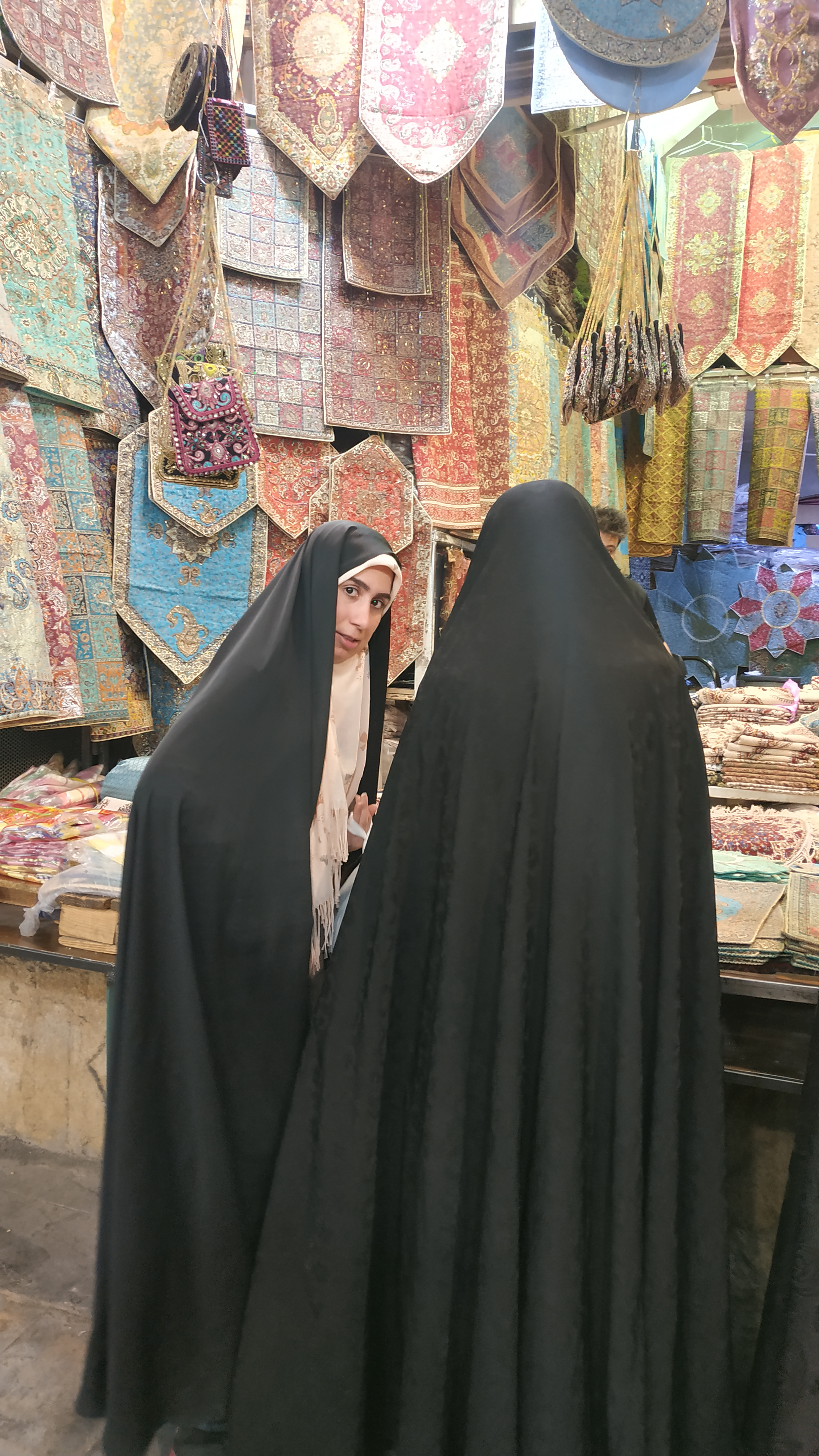
Vrouwen in Shiraz

## Voetnoten
1. ↑  H.E. Chehabi, "The banning of the veil and its consequences", in: Stephanie Cronin (ed.), The making of modern Iran. State and society under Riza Shah, 1921–1941, 2003, p. 193–210